# Parafia Wszystkich Świętych w Nietrzanowie
Parafia Wszystkich Świętych w Nietrzanowie – parafia rzymskokatolicka, znajdująca się w archidiecezji poznańskiej, w dekanacie średzkim. 